# Springer Science+Business Media
Springer Science+Business Media S.A. mit Sitz in Luxemburg und operativem Hauptbüro in Berlin und Heidelberg war ein internationaler Wissenschaftsverlag für Bücher, Zeitschriften und Online-Medien. Nach Elsevier war Springer weltweit der zweitgrößte Verlag im Bereich Wissenschaft, Technik und Medizin (englisch Science, Technology, Medicine, kurz STM). Neben der Medizin gehörten Mathematik und Informatik, Lebenswissenschaften, Geisteswissenschaften, Wirtschaftswissenschaften, Managementthemen und Technik zu den Gebieten, auf denen der Verlag eine bedeutende Position hatte.
Verlagsstandorte befanden sich u. a. in Berlin und Heidelberg, Basel (Schweiz), Dordrecht (Niederlande), New York City (USA), Peking (China), Wien (Österreich), Paris (Frankreich), Mailand (Italien) und Neu-Delhi (Indien).
Seit 2007 gehörte Springer Spektrum als Imprint zu Springer Science+Business Media. Auch Springer VS war Teil des Verlags.
2015 fusionierte Springer Science+Business Media der BC Group mit der Nature Publishing Group der Verlagsgruppe Georg von Holtzbrinck, Palgrave Macmillan und Macmillan Education zur Springer Nature Group.

## Geschichte des Verlags

### Gründung einer Buchhandlung

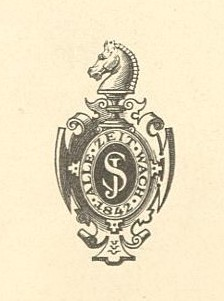
Signet in einem 1888 erschienenen Buch

1842 gründete Julius Springer in Berlin eine Buchhandlung, aus der sich innerhalb kurzer Zeit der Verlag von Julius Springer entwickelte. Springer unterstützte die Forderungen des Vormärz mit politischen Broschüren und Flugblättern, was ihm mehrfach Konflikte mit der preußischen Zensur einbrachte. Neben diesen Schriften verlegte er mehr und mehr Jugendbücher, Schulbücher, Sach- und Fachbücher, Belletristik, aber auch bereits wissenschaftliche Werke. Nach Verkauf der Buchhandlung 1858 widmete sich Springer ausschließlich dem Verlagsgeschäft. Seine Söhne und Enkel wandten sich verstärkt der Wissenschaft und Technik zu und verschafften dem Verlag Weltgeltung. Dabei baute insbesondere Julius Springer der Jüngere die Technik aus und sein Vetter Ferdinand Springer junior die Medizin. Der Verlag blieb über 150 Jahre hinweg im Familienbesitz. Als letzter Familienangehöriger war Konrad Ferdinand Springer, Urenkel des Gründers Julius Springer, im Verlag tätig. Das Verlagssignet ist die Figur des Springers aus dem Schachspiel. Die Schachliteratur gehörte über viele Jahre hinweg zum Verlagsprogramm.

## Arisierung des Verlags während des Nationalsozialismus

### Verlagsleitung geht an Tönjes Lange
In der Zeit des Nationalsozialismus wurde der Verlag „arisiert“ und Tönjes Lange als neuer Chef eingesetzt. Lange war von der Springerfamilie 1934 noch selbst zum Generalbevollmächtigten ernannt worden und hatte vorher die Hirschwaldsche Buchhandlung der Springers geleitet. Er stand loyal zur Familie. Die Nationalsozialisten konnten den Verlag nicht einfach schließen, da die Einnahmen aus dem Export bedeutend waren. Einen Bibliotheksservice baute seit 1941 das Unternehmen Lange & Springer auf, das inzwischen von EBSCO Information Services übernommen wurde. Nach dem Kriegsende konnten die Enkel Ferdinand Springer junior und Julius Springer d. J. den Verlag wieder übernehmen.

### Vorkriegsstandort Berlin nach dem Zweiten Weltkrieg zerstört

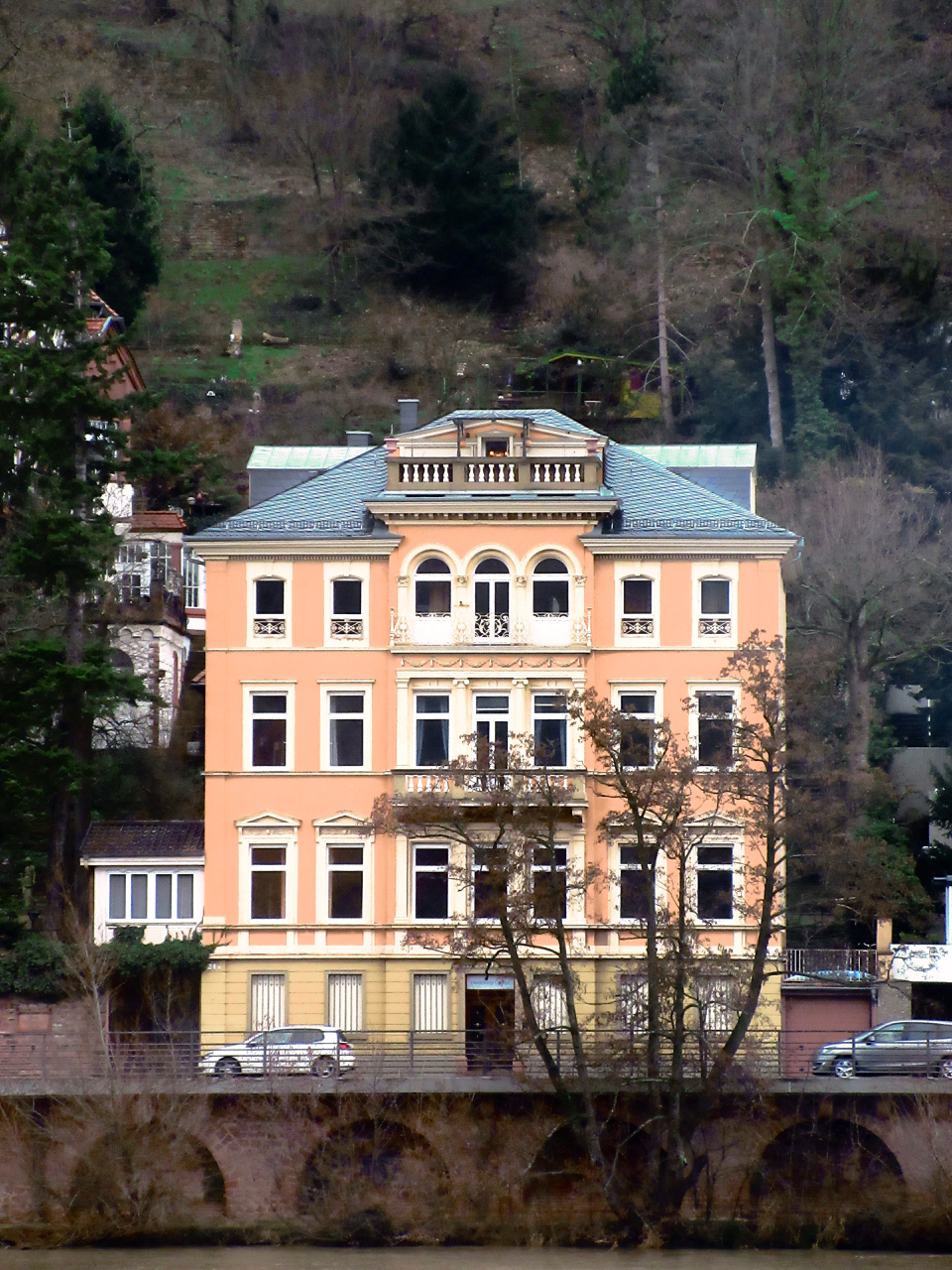
Das Anwesen in der Neuenheimer Landstraße 24

Der Berliner Vorkriegsstandort Linkstraße 23–24 zwischen Potsdamer Platz und Reichpietschufer war weitestgehend zerstört worden. Der heutige Berliner Sitz des Nachfolgeverlags Springer Nature am Heidelberger Platz 3 wurde 1958 bezogen.
Während Julius Springer d. J. sich um den Wiederaufbau des Verlages in Berlin kümmerte, begründete Ferdinand Springer junior 1946 einen zweiten Sitz des Springer Verlages in Heidelberg. Die erste Heidelberger Verlagsniederlassung war in dem Anwesen Neuenheimer Landstraße 24.

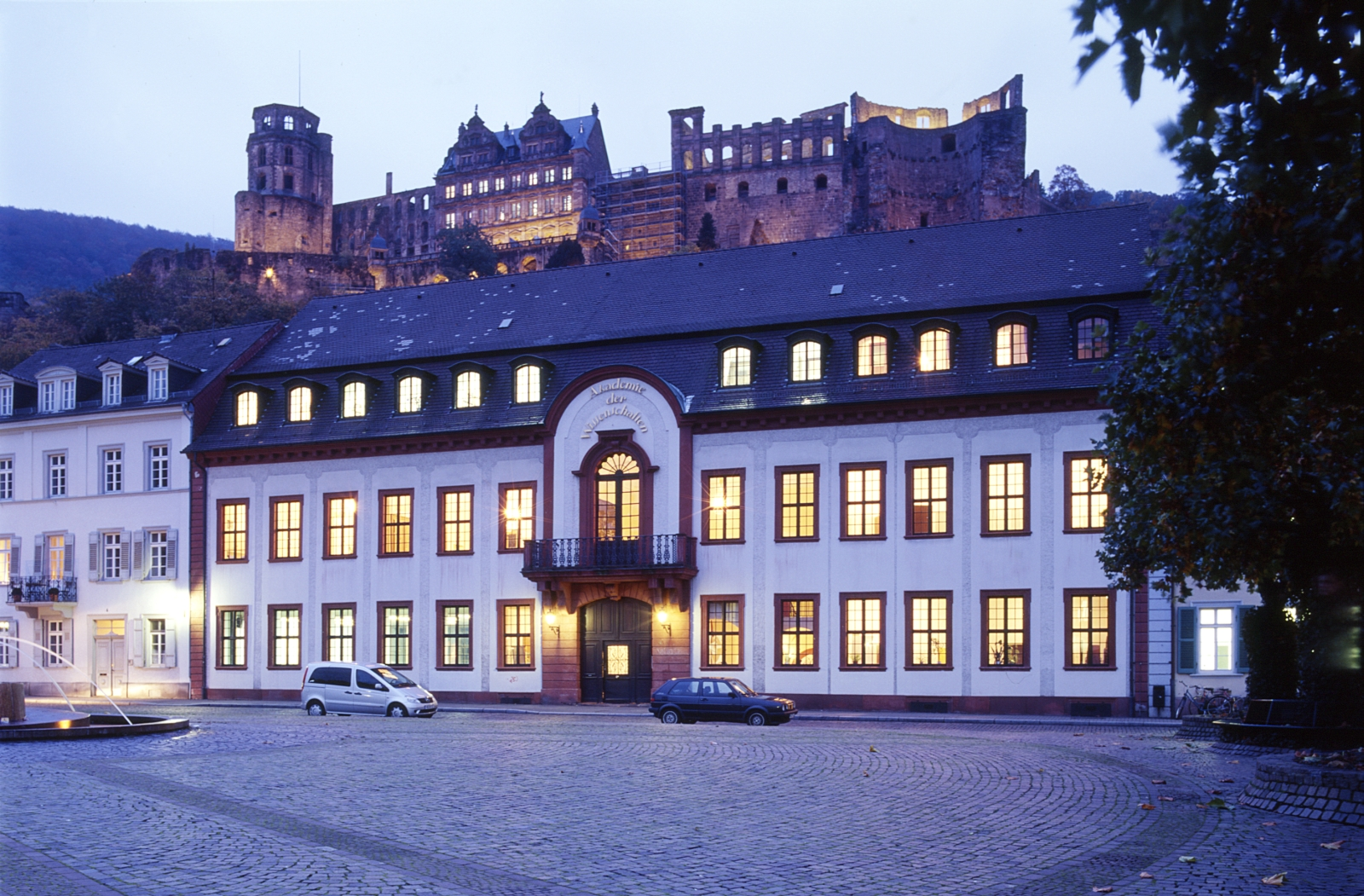
Karlsplatz in Heidelberg: Akademie der Wissenschaften

Im Jahr 1947 bezog der Verlag Räumlichkeiten im ehemaligen Großherzoglichen Palais, unmittelbar unter dem Heidelberger Schloss am Karlsplatz. Seit 1920 ist die Heidelberger Akademie der Wissenschaften im ehemaligen Großherzoglichen Palais Friedrich des I. Großherzog von Baden ansässig.
Im Jahr 1956 wechselte Springer seinen Heidelberger Firmensitz und bezog das Anwesen Neuenheimer Landstraße 28–30, ein modernes, schlichtes Gebäude mit Reminiszenzen an die Bauhaus-Epoche.

## Entwicklung der Verlagsgeschichte nach dem Kriegsende

### Themengebiete wurden erweitert und Verlage hinzugekauft

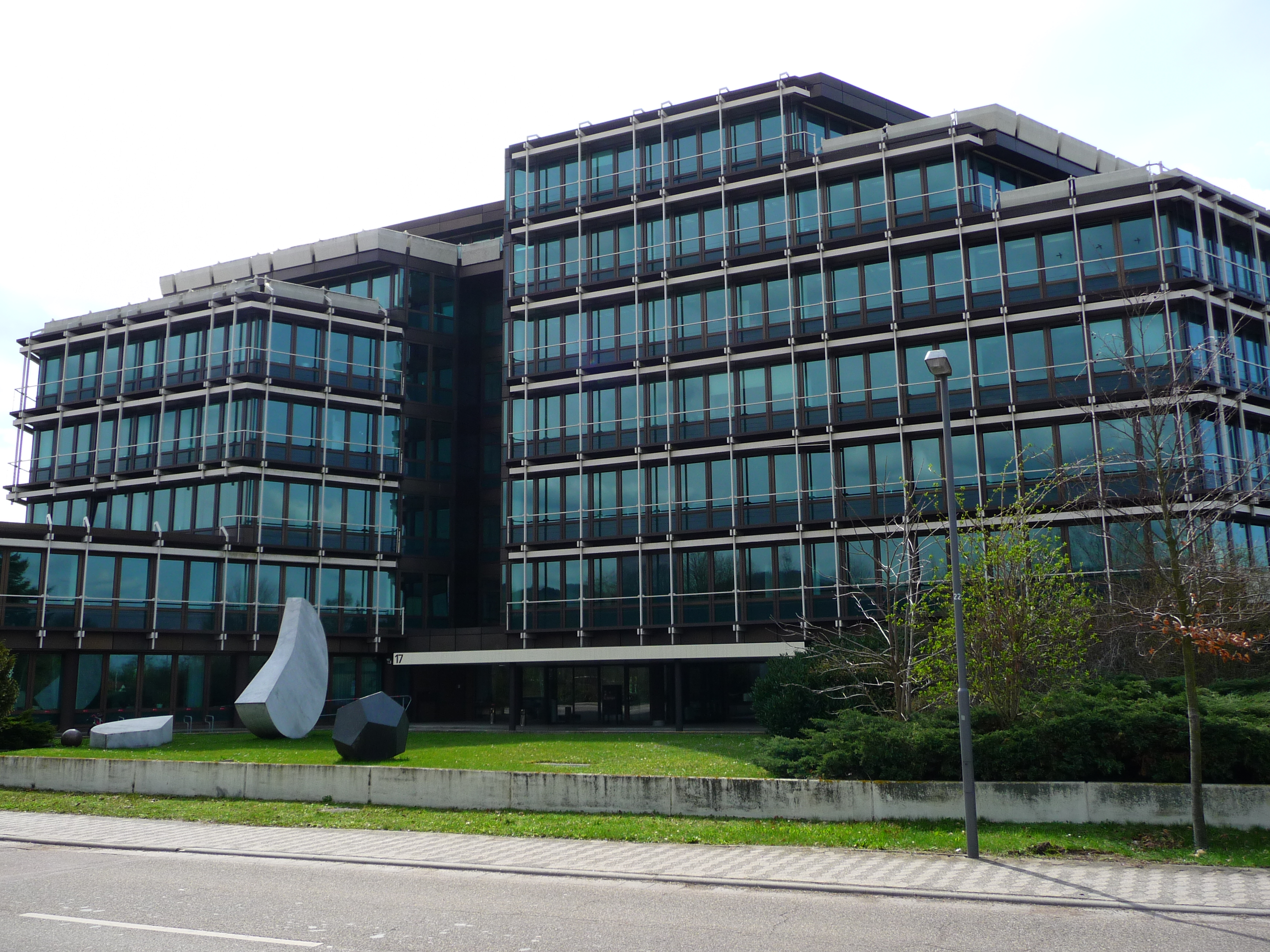
Verlagsgebäude in Heidelberg

Anfang 1982 zog das Heidelberger Verlagshaus in den markanten Neubau Tiergartenstraße 17, unweit des Campus der Universität im Neuenheimer Feld.
In der Verlagsgeschichte wurden immer wieder Verlage hinzugekauft. Zwei Dependancen, die zum Teil ein eigenes Programm verfolgen, gibt es in New York (1964) und Wien. 1983 ging der Verlag ostwärts zunächst nach Japan und dann auch nach Indien und in die Volksrepublik China. Die weltweite Ausrichtung wurde geprägt von Heinz Götze, tätig ab 1949 als Geschäftsführer, später als Mitinhaber. Sein Nachfolger wurde 1992 sein Sohn Dietrich Götze (mit Claus Michaletz und Bernhard Lewerich).

### Neue Medien
Etwa seit 1985 gewannen die Neuen Medien eine immer stärkere Bedeutung im Verlagsprogramm. Zunächst hatten einzelne Titel eine CD oder Diskette als Beilage. Inzwischen sind Datenbanken und Online-Services die gängigen Publikationsformen. Parallel zur Print-Ausgabe erscheinen heute die meisten Zeitschriften online im World Wide Web. Mit Lehrbuch-Medizin.de und Lehrbuch-Psychologie.de sind interaktive Lernportale für Studenten im deutschsprachigen Raum erschienen. Seit dem Ende der 1990er Jahre standen unter der Bezeichnung „online first“ text- und ausstattungsgleiche Artikel einiger wissenschaftlicher Zeitschriften den Abonnenten bereits vor der später folgenden Druckausgabe im Web zur Verfügung. Der Anteil der Online-First-Zeitschriften erhöhte sich in den folgenden Jahren stetig. 1997 wurde als gemeinsames Unternehmen von Springer Verlag und VDI Verlag der Springer-VDI-Verlag gegründet.

### Das Medienunternehmen Bertelsmann AG kauft den Springer Verlag
1999 kaufte das Medienunternehmen Bertelsmann AG den Springer-Verlag und gründete die Verlagsgruppe BertelsmannSpringer.
2003 verkaufte Bertelsmann die Verlagsgruppe mit dem Platow Brief an die britischen Private-Equity-Gesellschaften Cinven und Candover, die kurz davor bereits den niederländischen Wissenschaftsverlag Kluwer Academic Publishers (KAP) gekauft hatten. Die beiden Verlage wurden fusioniert und die Verlagsgruppe nun Springer Science+Business Media genannt. Derk Haank ist seither Vorsitzender der Geschäftsführung.
Etwa 2005 entwickelten sich neue Formen der Zeitschriftennutzung um den Begriff Open Access Journals, dem Springer u. a. mit einem „Open-choice-Modell“ für Autoren und Springer Open-Zeitschriften entsprach.

### Teilverkauf an GMT Communications Partners
2007 veräußerte Springer Science+Business Media seine B2B-Bau-Publikationen an die Private-Equity-Gruppe GMT Communications Partners (GMT) in London. Der verkaufte Bereich umfasste die Bauverlag BV GmbH, Springer BauMedien ibau, Springer BauMedien Heinze, BauDatenbank GmbH und BauNetz Online-Dienst GmbH & Co. KG in Deutschland, sowie die Bau-Data GmbH in Österreich, die Springer Business Media Croatia d.o.o. in Kroatien, die Springer Media Czechia s.r.o. in Tschechien und die Springer Business Media Magyarország Kiadó Kft. in Ungarn. Der Baubereich (B2B Construction) beschäftigte zu diesem Zeitpunkt 800 Mitarbeiter und erzielte im Jahr 2006 einen Umsatz von fast 80 Millionen Euro.
Das historische Archiv des Verlags befindet sich seit 2009 in der Zentral- und Landesbibliothek Berlin.

### Vollständige Veräußerung der Springer Gruppe wird ratifiziert
Im Dezember 2009 wurde die komplette Übernahme der Springer-Gruppe durch EQT und GIC vereinbart. Der Verkauf der Fachverlagsgruppe Springer Science+Business Media S.A. (Springer) durch Cinven und Candover an die Finanzinvestoren EQT und GIC wurde im Februar 2010 bestätigt. Die europäischen und US-amerikanischen Wettbewerbsbehörden hatten den Eigentümerwechsel genehmigt.
2013 wurde der Verlag von BC Partners für 3,3 Milliarden Euro übernommen.
2015 fusionierte Springer Science+Business Media der BC Group mit der Nature Publishing Group der Verlagsgruppe Georg von Holtzbrinck, Palgrave Macmillan und Macmillan Education zur Springer Nature Group.

## Geschäftsfelder

### Der Verlag entwickelte mehrere Geschäftsfelder
- Lehrbücher, schwerpunktmäßig im Bereich Medizin und Naturwissenschaften
- Wissenschaftliche Bücher, Handbücher, Reihen, Atlanten
- Wissenschaftliche Zeitschriften (Periodika), die ebenfalls jeweils ein Fachpublikum als Leserkreis hatten, prägten ungefähr die Hälfte des Geschäftsvolumens. Sie wurden vorrangig über die Online-Plattform SpringerLink (link.springer.com) verbreitet und gingen über fast alle Wissenschaftsgebiete. Darunter waren viele Organe wissenschaftlicher Fachgesellschaften aus Deutschland und Europa – offizielle Mitgliederzeitschriften. Hauptpublikationssprache war etwa seit 1970 Englisch.
- Außerdem erschienen in einem geringen Umfang Ratgebertitel und Sachbücher, die sich an ein weiteres, allgemein-wissenschaftlich interessiertes Publikum wandten.
- Seit November 2008 bot ein Projekt Nutzern von über 20 Bibliotheken und Forschungseinrichtungen in den USA und Kanada 11.000 elektronische Bücher, die seit 2005 erschienen, als Softcoverbücher zu 25 US-Dollar als Print-on-Demand.
- Der Verlag bot auf SpringerLink über 170.000 elektronische Bücher an.[12] Die Bücher waren im PDF- bzw. HTML-Format aufrufbar und konnten heruntergeladen und ausgedruckt werden. Mit dem Urheberrechtsjahr 2005 erschienen bei Springer nahezu alle Bücher parallel gedruckt und online, d. h., jährlich kamen über 5.000 weitere E-Books hinzu.

### Titelzahlen
- Rund 8.400 Buchtitel[13] hatte Springer Science+Business Media zuletzt im Verkauf. Dies war die jährliche Neuproduktion (Neuerscheinungen und Neuauflagen älterer Titel).
- Rund 2.200 wissenschaftliche Zeitschriften,[13] diese waren im Allgemeinen nur kostenpflichtig im Volltext zugänglich.

### Verlagsgruppe
Weitere zu Springer Science+Business Media gehörende Verlage waren Springer Gabler, Springer VS, Verlag Heinrich Vogel, Springer Vieweg sowie der Birkhäuser Verlag (bis 2012), Springer Spektrum, Urban & Vogel und Springer Gesundheits- und Pharmazieverlag. Die Schwerpunkte innerhalb der Verlagsgruppe waren die Bereiche Wissenschaft, Medizin, Wirtschaft, Technik und Verkehr. Insgesamt bestand die Verlagsgruppe aus ca. 55 Verlagen.
Verbundenes bekanntes Unternehmen war der Verlag Fuchsbriefe.

## Mitarbeiter
Die Verlagsgruppe Springer Science+Business Media beschäftigte weltweit fast 8500 Personen in 55 Verlagen in etwa 25 Ländern, davon etwa 1700 Mitarbeiter in Deutschland. In Berlin etwa 300, in Heidelberg etwa 600. Über die Jahrzehnte gab es dabei eine stetige Aufwärtsbewegung, die seit den 1990er Jahren durch die neuen Satz- und Drucktechniken ungefähr gleichbleibend war. Der Anteil wissenschaftlich ausgebildeter Beschäftigter und der Frauenanteil waren beide sehr hoch.